# 沙拉尼莫哈末
拿督斯里沙拉尼•莫哈末（1961年3月13日—），马来西亚政治人物，现任霹雳州务大臣兼霹雳州议会哥打淡板州议员，为国阵兼巫统霹雳州联委会主席，巫统玲珑区部主席和巫统受委最高理事。为赞比里时期的霹雳州新闻、乡村发展、消除贫穷、园丘及福利常务委员会主席。

## 政治生涯

### 2004年至今：哥打淡板州议员
2004年马来西亚大选，沙拉尼代表国民阵线竞选玲珑国会议席属下的哥打淡板，成功以2667张多数票当选为哥打淡板州议员。他在2008年、2013年、2018年，以及2022年蝉联该议席州议员。

#### 霹雳州行政议员
2004年，首度受委为霹雳州行政议员。

#### 霹雳州议会反对党领袖（2018年至2020年）
2018年出任霹雳州议会反对党领袖。

#### 霹雳州务大臣（2020年至今）
2020年12月10日，沙拉尼正式宣誓就任第十四任霹雳州务大臣。2022年霹雳州选举中，再次出现了议会悬峙这一情况，其中国盟得26席，希盟得24席，国阵得9席。11月21日，希望联盟与国民阵线证实将共组联合政府，并且于同日下午五点三十分，也是原任州务大臣的霹雳州国阵主席沙拉尼入江沙行宫宣誓就任州务大臣，由此悬峙议会一事得以解决。2022年11月23日，宣布本身掌管伊斯兰、财政、安全、土地、天然资源、经济策划及官联公司事务。

## 个人荣誉

### 封衔
- 马来西亚
  -  护国有功勋章（AMN）（2002年）
- 霹靂
  -  热诚贡献奖章（PJK）（1989年）
  -  霹雳王冠成员勋章（AMP）（2000年）
  -  霹雳效忠拿督勋章（DPCM）—拿督（2004年）
  -  霹雳王冠斯里勋章（SPMP）—拿督斯里（2021年）